# Perfugas
Perfugas (sardinsky: Pèifugas, Pèlfica) je italská obec (comune) v provincii Sassari v regionu Sardinie. Nachází se ve výšce 90 metrů nad mořem a má přibližně 2 300 obyvatel. Rozloha obce je 60,88 km².